# Sierra de las Mamblas
Sierra de las Mamblas är en ås i Spanien.   Den ligger i provinsen Provincia de Burgos och regionen Kastilien och Leon, i den centrala delen av landet, 190 km norr om huvudstaden Madrid.